# 荷兰温血马

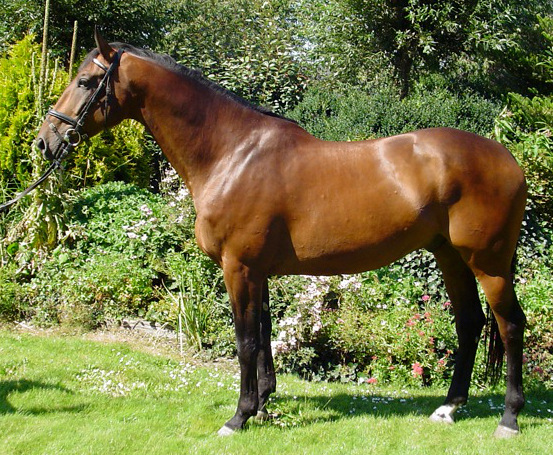
荷兰温血马

荷兰温血马 是一种温血马，人們在1960年代開始培育荷兰温血马。自2000年以来，荷兰温血马不再是普通的騎乘馬，而是專門參加盛装舞步和障礙賽的比賽用馬。荷兰温血马起源于荷兰當地的兩種馬。